# アメリコ・ガジェゴ
アメリコ・ルベン・ガジェゴ（Américo Rubén Gallego, 1955年4月25日 - ）は、アルゼンチン・コルドバ州モルテロス出身の元サッカー選手、現サッカー指導者。ポジションはミッドフィールダー。

## 経歴

### 現役時代
1974年にニューウェルズ・オールドボーイズでキャリアをスタートさせる。レギュラーとしてプレーするのにそう時間はかからず、1975年にトゥーロンで行われたユースのトーナメントにアルゼンチン代表の一員として優勝を果たした。また、1978年の自国開催のFIFAワールドカップでは全ての試合に先発出場し、アルゼンチン初のW杯優勝に貢献した。その3年後、CAリーベル・プレートへ移籍。
リーベル・プレートでは、中盤でカルテットを組んでいたロケ・アルファロ、エクトル・エンリケ、クラウディオ・モレシらが攻撃に専念できるよう豊富な運動量で奔走し、チームを支えた。また、キャプテンとしてコパ・リベルタドーレス、インターコンチネンタルカップ、コパ・インテラメリカーナなどクラブ史上初のタイトルを獲得した。
1988年に現役を引退。ガジェゴはプリメーラ・ディビシオンで計440試合に出場した。

### 引退後
引退後は指導者の道を歩んだ。1994年にキャリアを終えたクラブであるリーベル・プレートにヘッドコーチとして戻り、前期リーグで優勝。その翌年、ダニエル・パサレラの下アルゼンチン代表のアシスタントコーチに就任。2000年にリーベル・プレートへ戻ると、後期リーグを勝ち取った。2002年にCAインデペンディエンテ、2004年にはニューウェルズ・オールドボーイズをそれぞれ率いて前期リーグで優勝した。
ニューウェルズ・オールドボーイズ退任後、いくつものクラブからオファーを受け、メキシコのクラブであるCDトルーカの監督に就任。2005年の前期リーグでクラブを優勝に導き、メキシコでのベストコーチと称された。2007年、家族との時間を優先するためトルーカの監督を辞任。その後もUANLティグレス、CAインデペンディエンテ、CSDコロコロなどで指揮を執った。

## タイトル

### 選手時代

#### クラブ
リーベル・プレート
- アルゼンチンリーグ : 1981N, 1985-86
- コパ・リベルタドーレス : 1986
- インターコンチネンタルカップ : 1986
- コパ・インテラメリカーナ : 1986

#### 代表
アルゼンチン代表
- トゥーロンユーストーナメント : 1975
- FIFAワールドカップ : 1978

### 指導者時代
リーベル・プレート
- アルゼンチンリーグ : 1993-94A, 1999-2000C

インデペンディエンテ
- アルゼンチンリーグ : 2002-03A

ニューウェルズ・オールドボーイズ
- アルゼンチンリーグ : 2004-05A

トルーカ
- メキシコリーグ : 2005A
- メキシコカップ : 2006